# アレクサンドリアのカタリナ

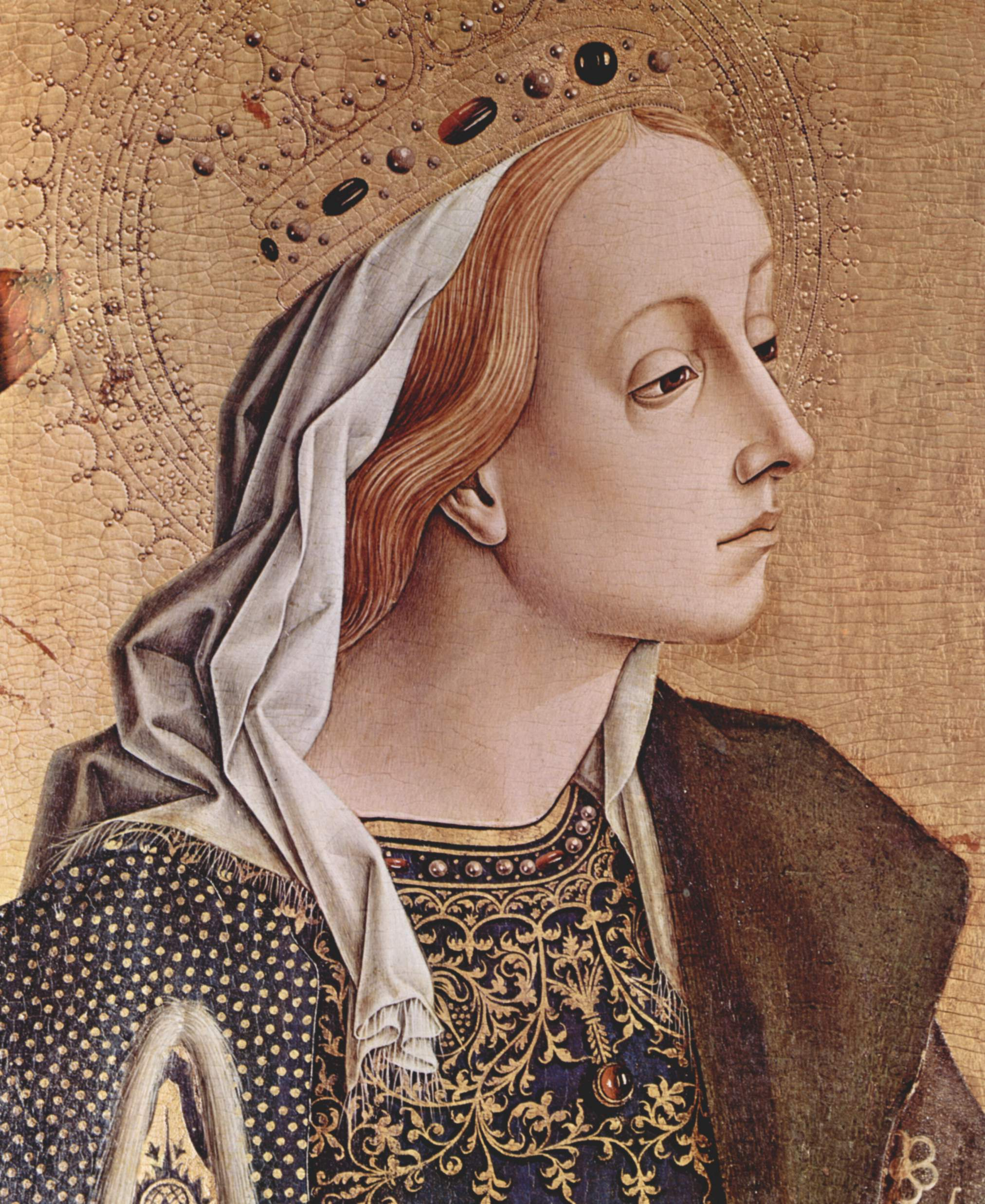
『アレクサンドリアのカタリナ』（カルロ・クリヴェッリ画）

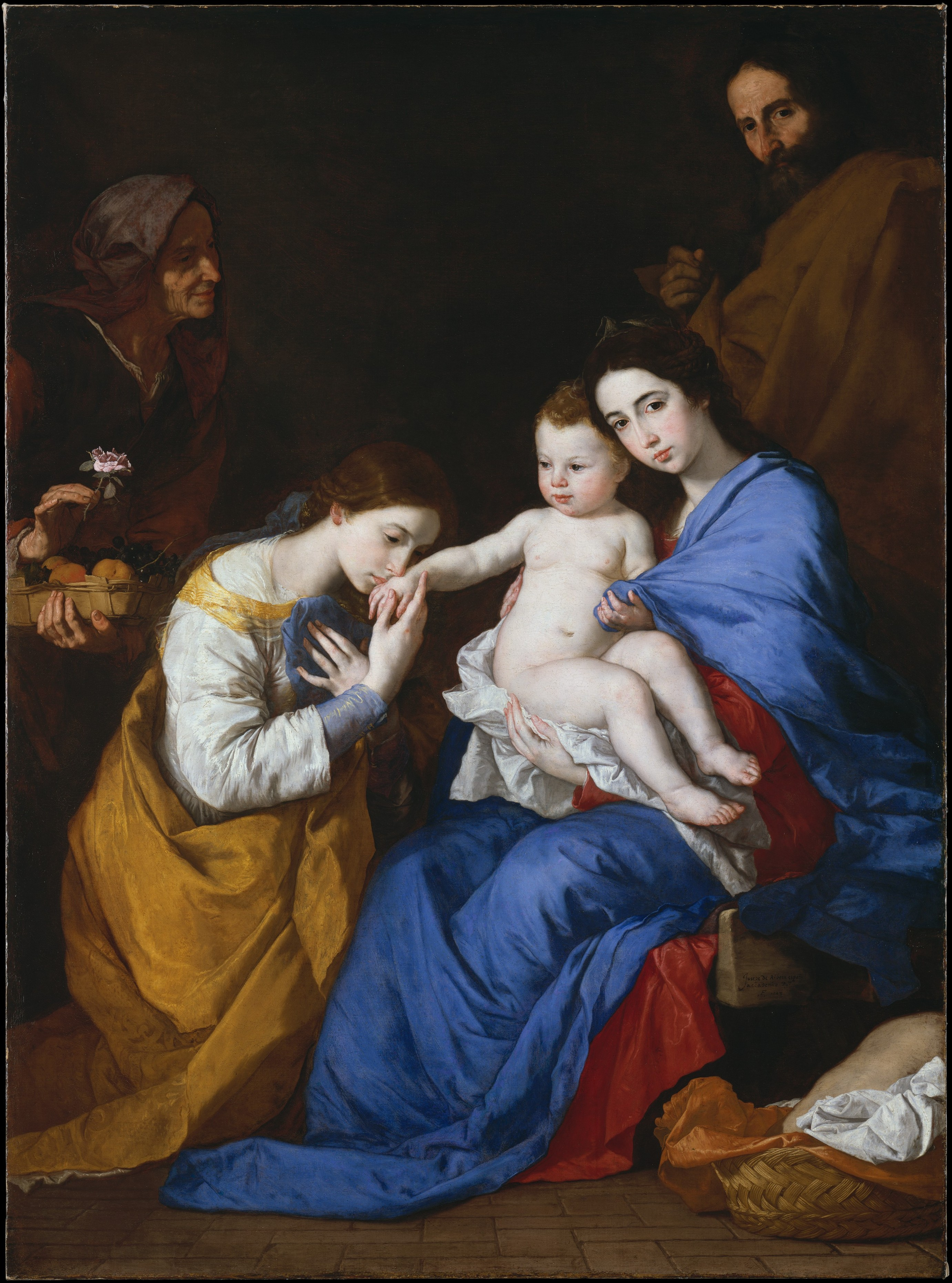
『聖カタリナの神秘の結婚』（ジュゼッペ・リベラ画、1648年）
----
カタリナは、聖母マリアの抱く幼児のキリストにキスをしている。背後にはアンナとヨセフ

聖カタリナまたはアレクサンドリアのカタリナ （ギリシア語: ἡ Ἁγία Αἰκατερίνη ἡ Μεγαλομάρτυς, ラテン語: Sancta Catharina Alexandrina, 287年 - 305年）は、キリスト教の聖人で殉教者。
正教会では聖大致命女エカテリナとして敬われ、ローマ・カトリックでは伝統的に『十四救難聖人』の一人とされている。ジャンヌ・ダルクと話したとされる聖人の一人。祝日は11月25日（ロシアなどの正教会では11月24日）。
彼女の象徴として、壊れた車輪、剣、足下の王冠、霰、花嫁のヴェールと指輪、鳩、鞭、本、異教の哲学者と論争する女性、などが用いられる。キリスト教の弁証者、車輪作りの職人（陶工と紡績業者を含む）、記録保管係、教育者、研ぎ職人、弁護士、少女、機械工、製粉業者、看護師、図書司書、学者など多くの分野の守護聖人。オックスフォード大学ベリオール・カレッジ、パリ大学の守護聖人。 

## 生涯と伝説

### 生涯
聖カタリナの生涯は多くの種類の伝説で成り立っている。最も知られる話は以下のとおりである。カタリナはエジプト・アレクサンドリア知事コンストゥスの娘だった。彼女は当時最高の教育を受けたと言われる。カタリナは両親に向かって、名声、富、容姿と知性で自分を超える男でなければ結婚しないと宣言した。カタリナの母は秘密裏にキリスト教に改宗しており、娘を隠者の元へ送り出した。その隠者はカタリナに「その方（キリスト）の美は太陽の輝きよりも勝り、知性は万物を治める。富は世界の隅々にまで広がっている」と説いたという。
幻視をした彼女は洗礼を受け、キリスト教徒となった。彼女は幻想の中で天国へ運ばれ、そこで聖母マリアによってキリストと婚約させられたという（神秘の結婚）。

### 殉教
皇帝を訪問して話したいというカタリナの物語は時のローマ皇帝マクセンティウスの元にも届き、彼女は皇帝にキリスト教徒を迫害するやり方は間違っていると説こうとした。伝説では、カタリナは皇后を改宗させることに成功し、彼女は皇帝が送り込んだ50人の異教の賢者たちを論破したため、彼らの多くはすぐに殺されてしまった。皇帝はカタリナに言い寄って失敗すると、彼女を牢へ入れるよう命じた。彼女が改宗させた人々がカタリナを訪問すると、彼女は車輪に手足をくくりつけられて転がされるという拷問が命じられた。しかしカタリナが車輪に触れるとひとりでに壊れてしまったため、彼女は斬首刑にされた。
伝説は後にさらに推敲され、天使がカタリナの遺体をシナイ山に運んだという。そこには6世紀に東ローマ皇帝ユスティニアヌス1世によって建立された聖カタリナ修道院がある。修道院は548年から565年の間に建設された。修道院は今も残り、初期キリスト教芸術、建築、輝かしい手書き写本など有名な所蔵品を持つ。
彼女の第一の象徴となるのは釘打ちされた車輪である。このことから、『カタリナの車輪』として知られるようになり、多くのキリスト教会で11月25日のカタリナの祝祭日が祝われる。しかし、ロシア正教会では、女帝エカチェリーナ2世（ロシア語名のエカテリーナはラテン語名カタリナと同義）が、自分の守護聖人と正教の祝日『生神女進堂祭』を分け合うことを望まなかったことから、12月7日（グレゴリウス暦の日付。ユリウス暦の11月24日に相当）とされている。

## 歴史と崇敬
歴史家たちはカタリナは実在しなかったと信じており、彼女は歴史上の人物というよりは理想化された人物像であったとみなしている。彼女は、中世的価値観の範疇で異教の哲学者ヒュパティアとまさに対になる模範像を体現しているが、そうなるように特に作り出された存在だというのである。ヒュパティアのように、カタリナは（哲学と神学において）高い学識を得ていて、非常に美しく、汚れなき処女であったと伝えられており、ヒュパティアの死ぬ105年前にむごたらしく殺されたことも共通している。
1969年、ローマ・カトリック教会は、典礼秘蹟省が発行する聖人の祝日を記載した暦から、カタリナの祝日11月25日を除いた。彼女の実在が歴史的根拠に欠けるという理由からであった。2002年、カタリナの祝日は再び暦に記載された。
1908年刊行のカトリック百科事典の該当巻では、カタリナ信仰の歴史的重要性が、十四救難聖人の１人とされていることなどを挙げつつ解説されている。
多くの場所で、カタリナの祝日は最上の厳粛さを持って祝われている。17世紀の初頭まで、フランスのいくつかの司教区では義務の祝日とされてきた。数え切れない数の礼拝堂が彼女を守護聖人としており、カタリナ像はほとんどの教会のほど近くで、彼女の拷問の道具であった車輪を象徴化した姿の像が見つけられる。
ミラのニコラオスがその伝記中の事件から若い学士や学生の守護とみなされている一方で、聖カタリナは乙女と女学生の守護聖人となっている。
釘打ちされた車輪は聖人の象徴となり、車輪製造者と機械工の守護聖人ともなっている。また車輪はケンブリッジ大学セント・キャサリンズ・カレッジなどの紋章になっている。